# Harald Sverdrup
Harald Ulrik Sverdrup (Sogndal, 15 de novembro de 1888 – 21 de agosto de 1957) foi um oceanógrafo e meteorologista norueguês, responsável pelo desenvolvimento de teorias fundamentais em seu campo de atuação.

## História
Participou das expedições polares de Roald Amundsen entre 1917 e 1925. Esteve em 33 expedições científicas no navio E. W. Scripps durante 1938-1941. Foi o primeiro diretor (1948 - 1957) do Instituto Norueguês de Investigação Polar.